# T'Sabit (comuna)
T'Sabit (em árabe: ﺗﺴﺎﺑﻴﺖ) é uma cidade e comuna localizada no distrito de T'Sabit, na província de Adrar, no centro-sul da Argélia. Em 2008, sua população era de 14 895 habitantes.